# 大塚達宣
大塚達宣（日语：／ Tatsunori Otsuka，2000年11月5日—）是日本男子排球運動員。2019代表洛南高校參加全日本排球高等學校锦标赛，並獲得該年MVP。2021年參加東京奧運。2022年1月加入日本排球聯賽V1隊伍松下黑豹，成為第一位V聯大三現役大學生，並獲得2021-2022V聯最優秀新人獎。

## 生涯
在接觸排球前，父母曾送他去上游泳課和體操課，但都沒太大的興趣。小學3年級時，產生了對排球的興趣，當時母親拿了松下黑豹旗下的松下青年隊的招募廣告回家，自此之後加入松下青年隊並十分熱衷於排球。小學六年級時，在教練的推薦下參加了JVA主辦的「Elite Academy合宿」，此合宿為發掘將來有望成為日本代表隊選手。合宿期間訂下了8年後參加東京奧運的目標，此後大塚達宣朝成為日本代表的方向前進。

## 經歷
- 國家青年隊(U19)
  - 亞洲青少年排球錦標賽 - 2017年
  - 世界青少年男子排球錦標賽 - 2017年
- 國家隊 （2020年-）
  - 奧林匹克 - 2021年（2020年東京）、2024年
  - 國家聯賽 - 2021年、2022年、2023年、2024年
  - 亞洲男子排球錦標賽 - 2021年、2023年
  - 世界男子排球錦標賽 - 2022年

## 榮譽

### 國家隊
日本
- 2021年亞洲男子排球錦標賽：亞軍
- 2023年男子排球國家聯賽：季軍
- 2023年亞洲男子排球錦標賽：冠軍
- 2024年男子排球國家聯賽：亞軍

### 國家青年隊
- 2017年亚洲男子U19排球锦标赛 : 冠軍
- 2017年世界男子U19排球錦標賽 : 季軍
- 2019年亞洲男子U23排球錦標賽 : 季軍

### 團體

#### 國中
- 2015 第一屆V聯賽少年錦標賽 : 冠軍(效力於松下青年)[3]
- 2015 第18屆全國青年排球俱樂部(U14) : 冠軍(效力於松下青年)[4]

#### 高中
- 2018全日本青少年全明星夢幻賽 : 季軍[5]
- 2018 全日本排球高等學校錦標賽：亞軍
- 2019 全國高等學校綜合體育大會：亞軍
- 2019 國民體育大會 : 冠軍
- 2019 全日本排球高等學校錦標賽 : 冠軍

#### 大學
- 2019 春季日本大學排球聯賽: 冠軍
- 2019 秋季日本大學排球聯賽: 冠軍
- 2019 全日本大學排球男女錦標賽: 冠軍
- 2019 早慶排球定期戰: 冠軍[6]
- 2020 全日本大學排球男女錦標賽: 冠軍
- 2020 早慶排球定期戰: 冠軍
- 2021 秋季日本大學排球聯賽: 亞軍
- 2021 全日本大學排球男女錦標賽: 冠軍
- 2021 早慶排球定期戰: 冠軍
- 2022 春季日本大學排球聯賽: 季軍(國家隊訓練未全程參與)
- 2022 秋季日本大學排球聯賽: 亞軍(國家隊訓練未全程參與)
- 2022 全日本大學排球男女錦標賽: 季軍

### 俱樂部聯賽
- 2021-2022V聯賽: 季軍(效力於松下黑豹)
- 2022-2023V聯賽: 季軍(效力於松下黑豹)
- 2023天皇杯·皇后杯全日本排球選手權大會: 冠軍(效力於松下黑豹)
- 2023-2024V聯賽: 亞軍(效力於松下黑豹)
- 2024-2025義大利排球聯賽: 第5名(效力於米蘭力量排球)
- 2025AVC MEN'S CHAMPIONS LEAGUE JAPAN: 亞軍(效力於大阪 BLUTEON)(未全程參與)

### 個人
- 2015 V聯賽少年錦標賽-優秀選手獎
- 2015 第18屆全國青年排球俱樂部(U14)-最優秀選手獎(效力於松下青年)
- 2015 第29屆全國都道府縣對抗中學大會(JOC青少年奧運會杯)-JOC・JVA盃、奧運有望選手、大阪府知事獎[7]
- 2018全日本青少年全明星夢幻賽-敢闘賞
- 2018 全日本排球高等學校錦標賽-優秀選手獎
- 2019 全國高等學校綜合體育大會-最佳6人、優秀選手獎
- 2019 全日本排球高等學校錦標賽-MVP、優秀選手獎
- 2019 第68屆黑鷲旗-最優秀新人獎
- 2019 春季日本大學排球聯賽-最優秀新人獎、主席特別獎
- 2021 全日本大學排球男女錦標賽-MIP、最佳發球獎
- 2021-2022 V聯賽-最優秀新人獎(效力於松下黑豹）
- 2022-2023 V聯賽-最佳6人 (效力於松下黑豹）

## 外部連結
- 大塚達宣的Instagram帳戶
- 大塚達宣的X（前Twitter）